# Smithorchis calceoliformis
Smithorchis calceoliformis är en orkidéart som först beskrevs av William Wright Smith, och fick sitt nu gällande namn av Tang och Fa Tsuan Wang. Smithorchis calceoliformis ingår i släktet Smithorchis och familjen orkidéer. Inga underarter finns listade i Catalogue of Life.